# هایکیو نبرد در زباله‌دانی
هایکیو نبرد در زباله‌دانی!! (انگلیسی: Haikyu!! The Dumpster Battle)، یک فیلم ورزشی پویانمایی ژاپنی محصول سال ۲۰۲۴ ه نویسندگی و کارگردانی سوسومو میستوناکا و تولید شده توسط
پروداکشن آی. جی است. بر اساس مانگا هایکیو هارویچی فورودیت، دنباله (رسانه) مستقیم مجموعه تلویزیونی انیمه است. آیومو موراسه، کایتو ایشیکاوا، یوکی کاجی و یویچی ناکامورا (صداپیشه) به عنوان بخشی از گروه بازیگران در این فیلم بازی می‌کنند.
هایکیو نبرد در زباله‌دانی توسط توهو در ژاپن در ۱۶ فوریه ۲۰۲۴ منتشر شد. در ایالات متحده، در ۳۰ مه ۲۰۲۴ توسط کرانچی‌رول منتشر شد. از طریق گروه سینمایی سونی پیکچرز. این فیلم بیش از ¥۱۰ میلیارد در ژاپن فروخت و تاکنون به عنوان دومین فیلم ژاپنی پرفروش سال ۲۰۲۴ تبدیل شد.